# În secolul XXIX. O zi din viața unui ziarist american în anul 2889
În secolul XXIX. O zi din viața unui ziarist american în anul 2889 (franceză La Journée d’un journaliste américain en 2889) este o nuvelă scrisă de Jules Verne și Michel Verne, cel mai probabil scrisă doar de Michel Verne. Textul fusese comandat în 1878 de Gordon Bennett, directorul și redactorul-șef al ziarului New York Herald, care îi cerea autorului francez să zugrăvească Statele Unite așa cum vor arăta ele peste un mileniu. Comanda a fost onorată după zece ani, dar nu a fost publicată de cel care o ceruse, ci de revista The Forum.
Pe 21 ianuarie 1891 a fost publicată și în Franța în revista Journal d'Amiens, iar în 1910 a fost inclusă de Michel Verne în culegerea de povestiri Ieri și mâine.

## Intriga
În palatul de aur al publicației Earth Herald, Francis Bennett se ocupă de probleme de zi cu zi ale imperiului pe care îl conduce: studiul planetei nou-descoperite Gandini, problemele de comunicație cu Jupiter, revoluția de pe Marte, protestele Marii Britanii legate de anexarea lor la Statele Unite, starea de sănătate a președintelui, necesitățile de reclamă sau angajarea de noi inventatori.
În continuare, Francis prânzește împreună cu soția lui - fiecare aflându-se în altă locație -, apoi participă împreună cu doctorul Sam la deshumarea unui om aflat în stare de animație suspendată, doar pentru a constata că acesta a fost criogenat prea multă vreme și a decedat. După ce au parcurs globul în lung și în lat folosind aerocarele și aerotrenurile, fiecare văzându-și de problemele personale, soții Bennett se reunesc seara în locuința lor, pregătindu-se de o baie reconfortantă.

## Anticipația verniană
În această nuvelă, Jules Verne se angajează să imagineze viața anului 2889. Autorul francez a anticipat, printre altele:
- Tuburi pneumatice care traversează oceanele și care transportă călătorii cu 1.500 km/h.
- Videotelefonul.
- Speranța de viață crește de la 37 de ani la 68 de ani, alimentele fiind preparate aseptic și livrate la domiciliu.
- Publicitate proiectată pe nori.
- Fototelegrame provenite de la populațiile de pe Marte, Mercur, Venus și Jupiter.
- Rezolvarea ecuațiilor matematice de gradul 95, spațiul în 24 de dimensiuni.
- Telescoape cu un diametru de 3 km.
- Studiul elementelor unei planete noi.
- Război purtat cu ajutorul unor obuze asfixiante aduse de la distanță de 100 km, scântei electrice cu o lungime de 20 de leghe, război bacteriologic purtat u proiectile pline cu germenii ciumei, holerei și a febrei galbene.
- Controlul nașterilor în China.
- Vehicule aeriene care călătoresc prin spațiu cu 600 km/h.
- Criogenia.
- Calculatoare care permit efectuarea unor calcule extrem de complicate.

## Teme abordate în cadrul nuvelei
- Aversiunea lui Jules Verne față de expansionismul american (element prezent și în Insula cu elice)
- Satira (similară celei din povestirea "Gil Braltar")
- Imaginarea unui viitor îndepărtat față de perioada la care a fost scrisă opera (la fel ca în alte două texte verniene, povestirea "Un oraș ideal" și romanul Parisul în secolul XX)
- Viața de ziarist (temă regăsită în mai multe opere verniene, cum sun Claudius Bombarnac, Mihail Strogoff sau Stăpânul lumii)

## Lista personajelor
- Francis Bennett - directorul publicației Earth Herald
- Edith Bennett - soția lui Francis
- Archibald - foiletonist al publicației Earth Herald
- John Last - foiletonist al publicației Earth Herald
- Cash - reporter astronomic al publicației Earth Herald
- Corley - savant al publicației Earth Herald, însărcinat cu studiul planetei Jupiter
- Peer - savant al publicației Earth Herald, specialist în optică
- Wilcox - președintele american
- Chapmann - asasin
- Samuel Mark - mecanic-șef al publicației Earth Herald
- Consulul Angliei
- Sam - doctorul lui Francis Bennett
- Wormspire - croitor celebru
- Șoferul aerocarului
- Inventatorii - oameni care încearcă să se angajeze la Earth Herald, pretinzând că au realizat descoperiri remarcabile, cum sunt crearea materiei, obținerea nemuririi, mutarea în întregime a orașelor, convertirea surselor de energie pentru topirea ghețurilor polare

## Traduceri în limba română
- 1961 - "În secolul XXIX. O zi din viața unui ziarist american în anul 2889" - în Colecția de povestiri științifico-fantastice nr. 150, traducere Ion Hobana
- 2005 - "Ziua unui ziarist american in 2889" - în volumul O dramă în văzduh, Ed. Minerva, traducere Ion Hobana, ISBN 973-21-0729-4

## Vezi și
- In the Year 2889, film din 1967  de Larry Buchanan